# Ентоні Джозеф Дрексель
Ентоні Джозеф Дрексель (англ. Anthony Joseph Drexel; 13 вересня 1826, Філадельфія, Пенсільванія, США — 30 червня 1893, Карлсбад, Австро-Угорщина) — американський банкір, фінансист та філантроп, який зіграв ключову роль в становленні сучасної глобальної фінансової системи після американської громадянської війни. Як старший партнер компанії «Drexel & Co.» з Філадельфії, у 1871 році в Нью-Йорку він заснував «Drexel, Morgan & Co» (пізніше «JP Morgan & Co.»), як молодший партнер. Дрексель є засновником Дрексельського університету (1891)(англ.). Був першим президентом «Fairmount Park Art Association» (нині «Association for Public Art»), першої приватної американської організації, яка займалася впровадженням мистецтва у міське планування.

## Життєпис
Ентоні Дрексель народився 13 вересня 1826 року в Філадельфії, штат Пенсільванія в сім'ї Франсіса Мартіна Дрекселя (1792-1863), американського банкіра австрійського походження, який приїхав у США в 1817 році, та Кетрін Гокі (1795-1870). Його брати: Френсіс Ентоні та Джозеф Вільям, теж були банкірами. Кетрін Марія Дрексель, святая римсько-католицької церкви, була племінницею Ентоні. Він був одружений з Елен Розет, з якою в Дрекселя було дев'ять дітей — п'ять доньок та чотири сини, двоє з них померли в дитинстві.

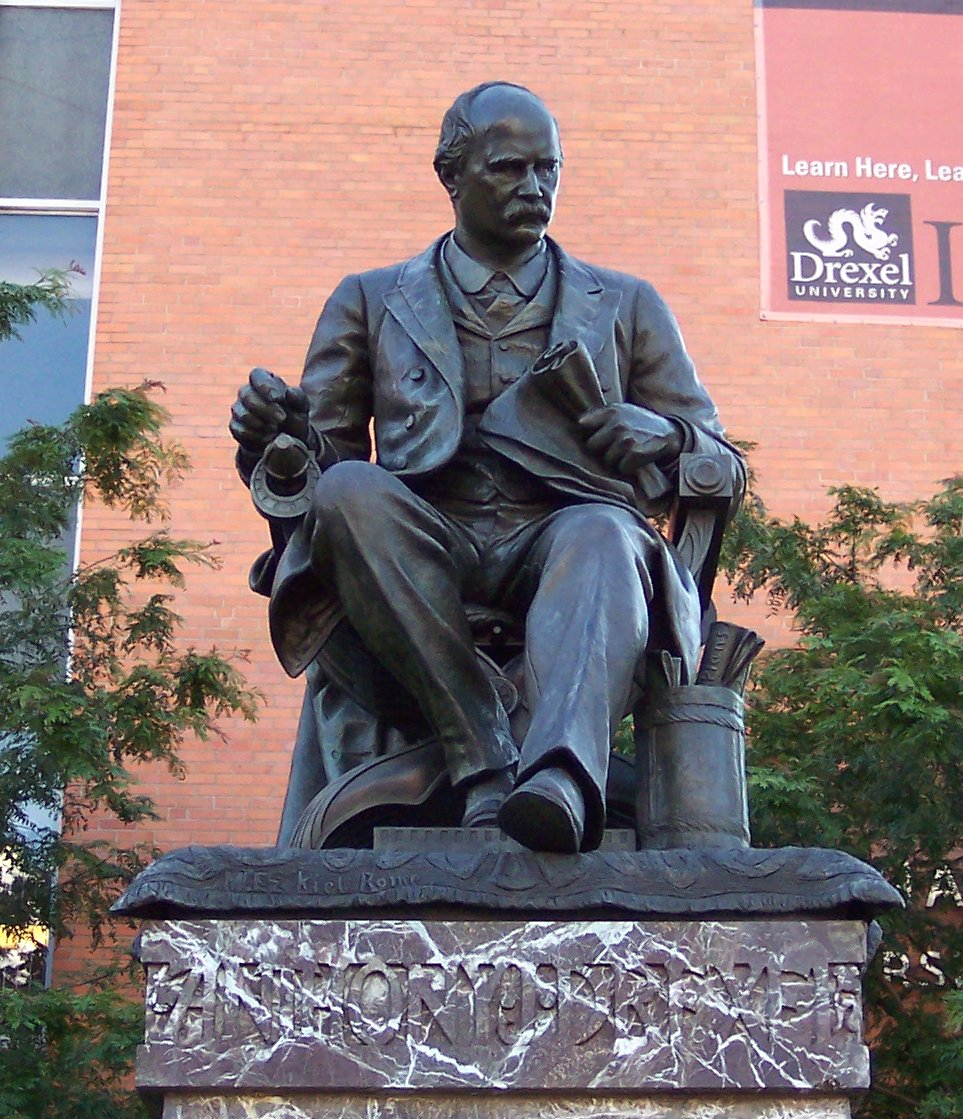
Пам'ятник Ентоні Джозефу Дрекселю на території університету

У віці тринадцяти років Ентоні Дрексель почав працювати в банку, заснованому за три роки до того його батьком, Френсісом Мартіном Дрекселем. У 1847 році Ентоні став службовцям «Drexel & Company», компанії-попередниці «Drexel Burnham Lambert». Після смерті батька, у 1863 році, Ентоні Дрексель закрив чиказьке відділення «Drexel & Company» та перетворив нью-йоркське відділення, «Read, Drexel & Co.», у новий банк «Drexel Winthrop». У 1867 році Ентоні Дрексель та його партнери Джон Гарджес і Юджин Вінтроп, заснували паризьку фірму «Drexel, Harjes & Co.», спеціально для роботи з європейським ринком.
У 1871 році, на прохання Джуніуса Спенсера Морґана, Ентоні Дрексель став наставником його сина, Джона Морґана, і вони заснували в Нью-Йорку нове компанію під назвою «Drexel, Morgan & Co.». Основною цільовою аудиторією нової банківської організації були, здебільшого, європейські підприємці, які хотіли інвестувати в бізнес у Сполучених Штатах. Фірми Ентоні Дрекселя виступала для них агентом. 
Протягом наступних двадцяти років це партнерство відіграло провідну роль у фінансуванні будівництва розгалуженої мережі американських залізниць, а також пожвавлення та стабілізації, хаотичного до того часу, ринку цінних паперів на Волл-стріт.
Фірма Ентоні Дрекселя практично створила ринок національного капіталу для промислових підприємств. Раніше подібний ринок існував тільки для залізниць та судноплавних каналів. Для відновлення довіри інвесторів «Drexel Morgan» профінансувала виплати американській армії, коли Конгрес США відмовився зробити це у 1877 році. Допомогла виплутатися зі скрутного становища уряду США під час паніки 1895 року та врятувала Нью-йоркську фондову біржу під час паніки 1907 року(англ.).
З появою «Drexel, Morgan & Co.» закордонне партнерство «Drexel Harjes» перетворилося у французький філія міжнародної банківської фірми з офісами у Лондоні, Філадельфії, Нью-Йорку та Парижі, яке згодом ще раз змінило назву на «JP Morgan & Co.».
Ентоні Дрексель помер від серцевого нападу 30 червня 1893 року в Карлсбаді, курортному місті в Богемії, яке було тоді частиною Австро-Угорщини. Його тіло перевезли на батьківщину та поховали у Філадельфії на цвинтарі Вудлендс.
Після смерті Дрекселя банк «Drexel, Morgan & Co.» був перейменований у «JP Morgan & Co.», та згодом перетворився у «JPMorgan Chase & Co.» — один з найбільших та найстаріших фінансових конгломератів світу. У 1901 році банк фінансував створення «United States Steel Corporation», корпорації, яка увібрала в себе підприємства Ендрю Карнеґі та інші компанії.